# イエス・キリストのたとえ話

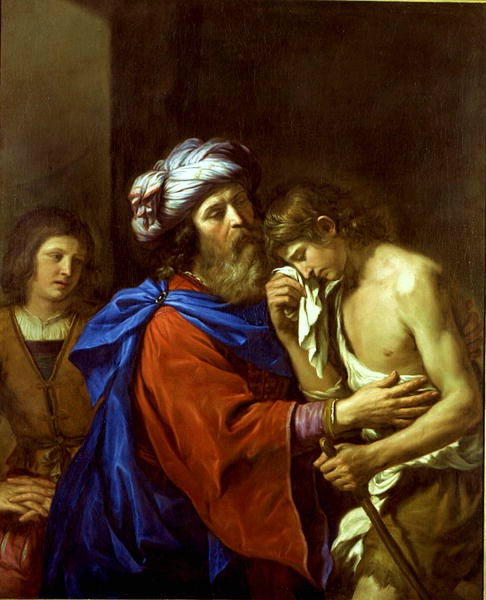
放蕩息子の帰還 （グエルチーノ）

イエス・キリストのたとえ話（イエス・キリストのたとえばなし）とは、新約聖書の四つの福音書に見られる、イエス・キリストによるたとえ話を用いた教え。

## 概要
イエスのたとえ話を解釈するにあたり、イエスが取った教え方の多くがたとえ話であったこと、そしてその教えの多くが神の国についてのものであったということが、広く受入れられている。たとえ話は概念や規則と異なり、人々の記憶の中に刻まれる物語であり、有効な教育手段となっている。また、たとえ話はその筋書きによって、人生の模範・モデルを提供するものとなる。
イエスのたとえはシンプルでありながら、印象深く忘れ難いイメージとメッセージ性を持っており、その主要な教えとなっている。そして、イエス・キリストのたとえ話は西洋におけるたとえ話の原型にもなっている。
これらのたとえ話にはイエスの時代に生きた徴税人、羊飼い、農夫、漁師、日雇い労働者、裁判官、主人、婦人、父親、息子、管理人、しもべ、王、金持ち、物乞い、やもめなど様々な階級の人々が登場する。イエスはこれらの人々を登場させて当時の社会生活の中から、日常生活の様々な出来事を取り上げて神の国の奥義を教えている。

## 主なイエスの比喩とたとえ話
ここではたとえ話に加えて、イエスが語ったことばに含まれる物語性のない比喩も合わせて取り上げる。

### 新しい教えと人間の再生に関するたとえ
- 新しいぶどう酒と古い皮袋(en)[注釈 1]（新しいぶどう酒は新しい皮袋に） <マタイ 9:14、マルコ 2:18、ルカ 5:33>

### 正しい教えと正しくない教えの見分け方に関するたとえ
- 木とその実(en)（良い木には良い実、悪い木には悪い実） <マタイ 7:15、ルカ 6:43>

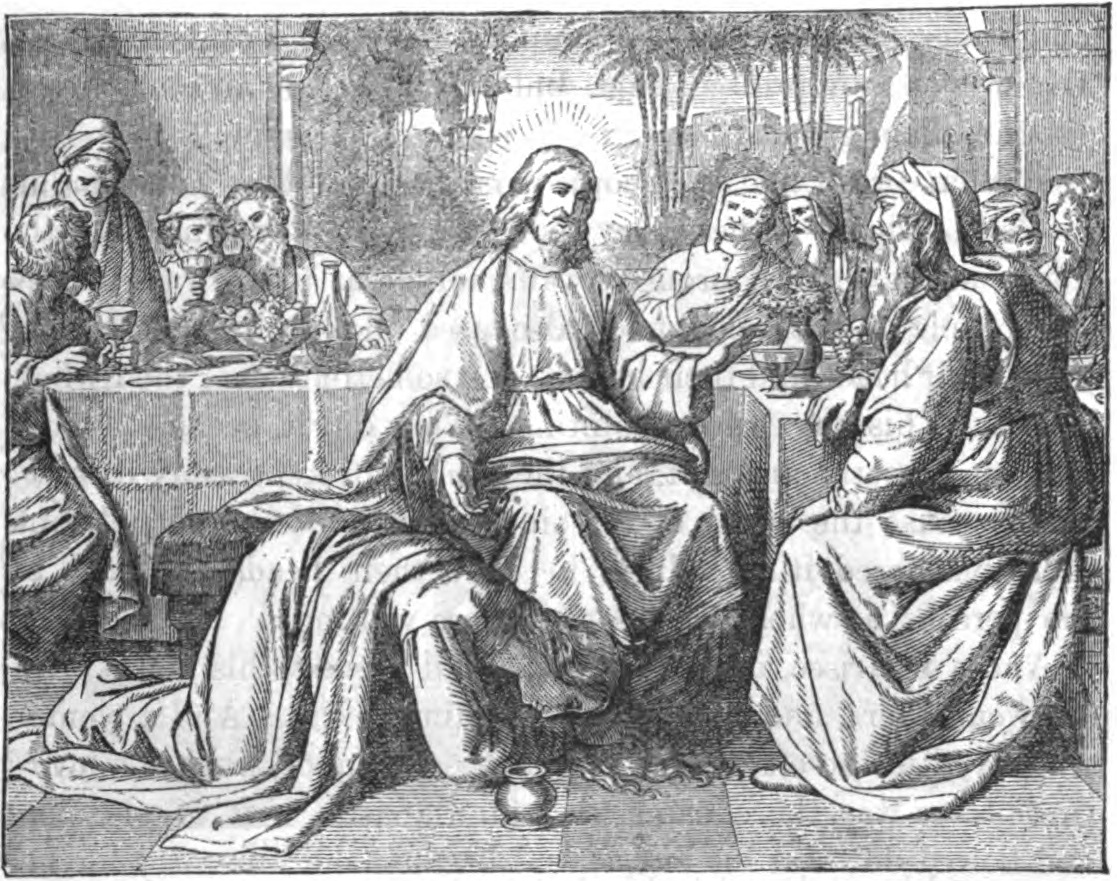
イエスの足に香油を塗る女 （作者不明）

### 着るもの、食べるものに思い煩ってはいけないことのたとえ
- 空の鳥と野の花(en)（カラスと野のユリ[注釈 2]） <マタイ 6:26、ルカ 12:24>

### 自分を省みずに他人ばかりを責めてはいけないことのたとえ
- おが屑と丸太(en) <マタイ 7:1>

### 罪の赦しに関するたとえ
- 二人の負債者(en) <ルカ 7:36>
- 仲間を赦さない悪い家来(en)（同僚の負債をきびしく取り立てる王のしもべ） <マタイ 18:23>

### 理解することよりも実践が大事であることのたとえ
- 家と土台 (en) （賢者と愚かな建築家） <マタイ 7:24、ルカ 6:46>

### 疑うことなく神に救済を求め続けることが大事であることのたとえ
- 夜間にパンを求める友人(en) <ルカ 11:5>
- やもめと裁判官(en)（未亡人と不義の裁判官）[注釈 3] <ルカ 18:1>

### 隣人愛と永遠の命に関するたとえ
- 善きサマリア人(en) <ルカ 10:25>
- 金持ちとラザロ(en) <ルカ 16:19>

### 高ぶる者は低くされ、へりくだる者は高くされることのたとえ
- 上席と末席(en)（客と招待する者への教訓） <ルカ 14:7-14>
- ファリサイ派の人と取税人(en)（二人の祈り[9]） <ルカ 18:9>

### 神の国に関するたとえ

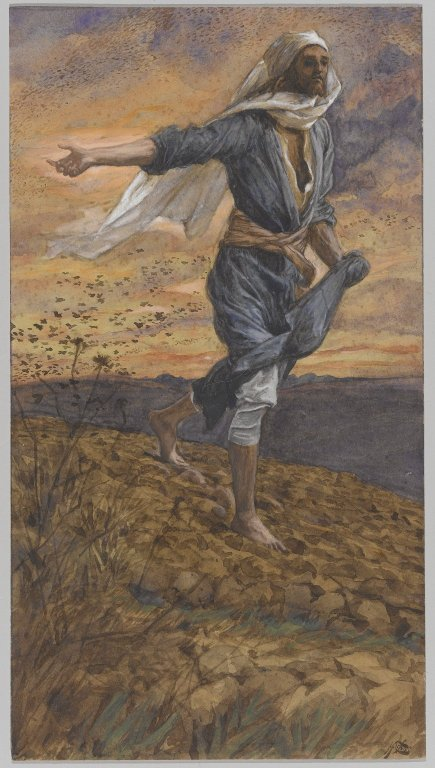
種を蒔く人 （ジェームズ・ティソ）
James Tissot, Brooklyn Museum

- 強い人(en、es)、<マタイ 12:29、マルコ 3:27、ルカ 11:21>
- 種まき(en) <マタイ 13:1、マルコ 4:1、ルカ 8:4>
  - 成長する種(en、ru) <マルコ 4:26>
  - 一粒の麦(en) <ヨハネ 12:24>
  - からし種(en)[注釈 4] <マタイ 13:31、マタイ 17:19、マルコ 4:30、ルカ 13:18、ルカ 17:5>
  - パン種(en) <ルカ 13:20>
  - 毒麦(en) <マタイ 13:24>
- 愚かな金持ち(en) <ルカ 12:16>
- 実のならないいちじくの木(en)[注釈 5]  <ルカ 13:6>
- 隠された宝(en) <マタイ 13:44>
- 真珠商人のたとえ (en) <マタイ 13:45>
- ひき網 (en) <マタイ 13:47>
- 天国を学んだ律法学者 (it) <マタイ 13:51>
- 狭い門 (it、id、fr、en)・狭い戸口 <マタイ 7:13　ルカ 13:22>
- 子供のたとえ <マタイ 18:1、マルコ 9:33、ルカ 9:46>
- ぶどう園の労働者(en)[注釈 6] <マタイ 20:1>
- 盛大な宴会・王子の婚宴(en)
  - 盛大な宴会 <ルカ 14:15>
  - 王子の婚宴 <マタイ 22:1>
- 不正な管理人(en、ru) <ルカ 16:1>
- 預けたお金（タラントン、ムナ）
  - タラントンのたとえ(en、ru)  <マタイ 25:14>
  - ムナのたとえ（ミナのたとえ） <ルカ 19:11>
- ふたりの息子(en) <マタイ 21:28>
- ぶどう園と農夫(en)（悪い小作人） <マタイ 21:33、マルコ 12:1、ルカ 20:9>
- 芽吹いたいちじくの木(en) <マタイ 24:32、マルコ 13:28、ルカ 21:29>
- 目を覚ましている門番 <マタイ 24:36、マルコ 13:32、ルカ 12:39>
- 忠実なしもべと悪いしもべ(en)（目を覚ましているしもべ） <マタイ 24:45、ルカ 12:35>
- 十人のおとめ <マタイ 25:1>
- 羊の囲い <ヨハネ 10:1>
- 良い羊飼い(en) <ヨハネ 10:7>
- ぶどうの木 <ヨハネ 15:1>
- 盗人 <マタイ 24:43>

### 弟子の覚悟に関するたとえ
- ともしび(en)と秤 <マタイ 5:14、マルコ 4:21、ルカ 8:16>
- 塩 <マタイ 5:13、マルコ 9:49、ルカ 14:34>
- 塔の建設と戦争 (en、de、fr、es) （塔を建てる人と戦いに臨む王、費用の計算） <ルカ 14:28>
- 主人としもべ(en、ru)（取るに足りないしもべ） <ルカ 17:7>

### 罪人への神のあわれみに関するたとえ
- 見失った羊(en) <ルカ 15:4、マタイ 18:10>
- 銀貨を無くした女(en) <ルカ 15:8>
- 放蕩息子(en) <ルカ 15:11>

### 最後の審判に関するたとえ
- 毒麦(en) <マタイ 13:24>
- ひき網(en) <マタイ 13:47>
- 王子の婚宴 <マタイ 22:1>
- 宴会をする家<ルカ 13:25-30>
- 忠実なしもべと悪いしもべ(en)（目を覚ましているしもべ） <マタイ 24:45、ルカ 12:35>
- やもめと裁判官（未亡人と不義の裁判官）<ルカ 18:1>
- 十人のおとめ(en) <マタイ 25:1>
- 羊とやぎ(en) <マタイ 25:31>

## イエスがたとえ話を用いる理由
イエス・キリストは譬（たと）えで話す理由については以下のように述べて、理解できる人と理解できない人がいる事を示した。
- イエスは、神の国について人々の聞く能力に応じてわかりやすく教えることを目的としてたとえ話を用いている[13]。
- イエスのたとえ話は光と影、啓示と秘密、恵みと裁きの意味を同時に含んでいる。律法学者やファリサイ派の人々からイエスの伝道活動を妨げられることが予想された。そのためイエスは彼らの前では、たとえ話の奥義を語ることを好まず、こっそりと弟子たちだけにその意味することを解説した。[14]
- 恵みと裁きが同時に現われることは「持っている人は更に与えられ、持っていない人は、持っていると思っているものまでも、取り上げられるであろう」<ルカ 8:18>ということばで語られている。
- マタイによる福音書<21:33>でイエスはたとえ話を用いて当時の祭司長たちやパリサイ人たちに自分たちの裁きについて自分の口から言わせている[15]。